# 本來自性清淨涅槃
本來自性清淨涅槃，佛教術語，為大乘佛教四種涅槃之第一種，根據玄奘三藏《成唯識論》卷第十中的解釋為：「本來自性清淨涅槃，謂一切法相真如理，雖有客染而本性淨，具無數量微妙功德，無生無滅湛若虛空，一切有情平等共有，與一切法不一不異，離一切相一切分別，尋思路絕名言道斷，唯真聖者自內所證，其性本寂故名涅槃。」

## 概述
本來自性清淨涅槃是所有一切法表相下之真實而如如不動的理體，一切法雖有客塵的染汙，但是這個理體本性清淨，具有無量的微妙功德，祂沒有出生的時候，也沒有消滅的時候，即《心經》中“不生不滅”之意，體性湛然就好像虛空一樣，但祂不是虛空，一切的有情眾生，無論是大到像鯨魚、大象、人類，小到如蟑螂、螞蟻、細菌等，都平等地一樣有這個涅槃，如玄奘三藏說為：「一切有情皆有初一」；祂與一切法並不是同一個東西，但是祂和一切法一直在一起，並不相離異；祂遠離一切形相和一切意識心的分別，意識心的尋覓、思維以及文字聲音的名言都不是祂的功能，只有真正開悟的聖者從自己的內心才能夠親證，祂的體性從過去無始劫原本以來就一直是寂滅的，因此稱為涅槃。
在其他大乘經典如《解深密經》中也提到這個涅槃，說因為不生不滅，故從無量劫以前就一直存在，稱為本來。也因為其本來就是究竟寂靜，本來就是在涅槃中，因此這涅槃不是有少法可以滅掉才進入的，而是本來的自性就是這麼地清淨寂滅。